# National Highway 18
National Highway 18 (NH 18) ist eine Hauptfernstraße im Südosten des Staates Indien mit einer Länge von 369 Kilometern, die sich vollständig im Bundesstaat Andhra Pradesh befindet. Sie beginnt in Kurnool am NH 7 und führt über Kadapa (Cuddapah) nach Chittoor am NH 4.